# Майково (Кімрський район)
Майково (рос. Майково) — присілок в Кімрському районі Тверської області Російської Федерації.
Населення становить 13 осіб. Входить до складу муніципального утворення Биковське сільське поселення.

## Історія
Від 2005 року входить до складу муніципального утворення Биковське сільське поселення.

## Населення
| 2008 | 2010 |
| ---- | ---- |
| 25   | ↘13  |